# Clint Freeman
Clint Freeman (16 de agosto de 1973) es un deportista australiano que compitió en tiro con arco, en la modalidad de arco compuesto. Ganó cinco medallas en el Campeonato Mundial de Tiro con Arco al Aire Libre entre los años 1995 y 2007.

## Palmarés internacional
| Campeonato Mundial al Aire Libre | Campeonato Mundial al Aire Libre | Campeonato Mundial al Aire Libre | Campeonato Mundial al Aire Libre |
| Año                              | Lugar                            | Medalla                          | Prueba                           |
| -------------------------------- | -------------------------------- | -------------------------------- | -------------------------------- |
| 1995                             | Yakarta (Indonesia)              | Medalla de bronce                | Equipo                           |
| 1997                             | Victoria (Canadá)                | Medalla de bronce                | Individual                       |
| 2003                             | Nueva York (Estados Unidos)      | Medalla de oro                   | Individual                       |
| 2005                             | Madrid (España)                  | Medalla de bronce                | Equipo                           |
| 2007                             | Leipzig (Alemania)               | Medalla de plata                 | Equipo                           |